# Harbonnières
Harbonnières és un municipi francès situat al departament del Somme i a la regió dels Alts de França. L'any 2007 tenia 1.461 habitants.

## Demografia

### Població

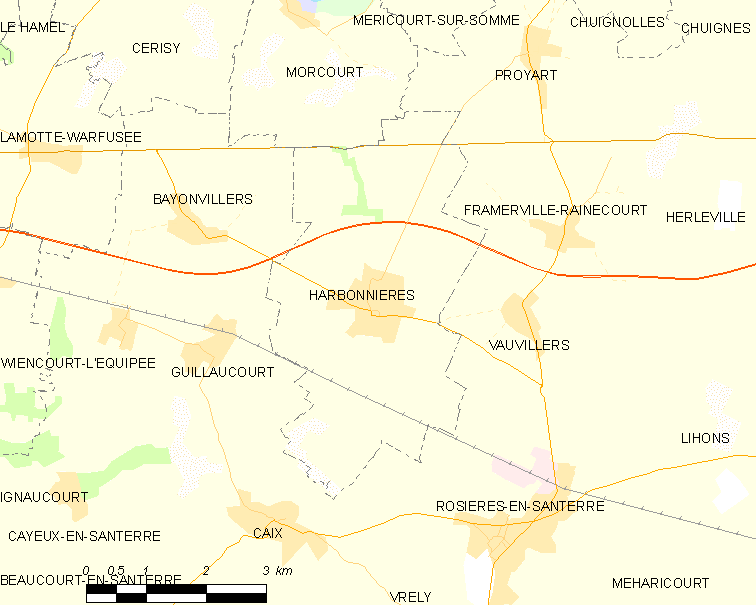

El 2007 la població de fet de Harbonnières era de 1.461 persones. Hi havia 533 famílies de les quals 122 eren unipersonals (43 homes vivint sols i 79 dones vivint soles), 182 parelles sense fills, 197 parelles amb fills i 32 famílies monoparentals amb fills.
La població ha evolucionat segons el següent gràfic:
Habitants censats

### Habitatges
El 2007 hi havia 613 habitatges, 541 eren l'habitatge principal de la família, 23 eren segones residències i 50 estaven desocupats. 601 eren cases i 10 eren apartaments. Dels 541 habitatges principals, 328 estaven ocupats pels seus propietaris, 207 estaven llogats i ocupats pels llogaters i 6 estaven cedits a títol gratuït; 41 tenien dues cambres, 103 en tenien tres, 166 en tenien quatre i 231 en tenien cinc o més. 372 habitatges disposaven pel capbaix d'una plaça de pàrquing. A 255 habitatges hi havia un automòbil i a 194 n'hi havia dos o més.

### Piràmide de població
La piràmide de població per edats i sexe el 2009 era:
| Homes | Edats   | Dones |
| ----- | ------- | ----- |
| 0     | 95 o +  | 0     |
| 0     | 90 a 94 | 8     |
| 16    | 85 a 89 | 8     |
| 12    | 80 a 84 | 24    |
| 28    | 75 a 79 | 32    |
| 12    | 70 a 74 | 36    |
| 28    | 65 a 69 | 32    |
| 20    | 60 a 64 | 28    |
| 32    | 55 a 59 | 32    |
| 40    | 50 a 54 | 28    |
| 40    | 45 a 49 | 40    |
| 52    | 40 a 44 | 52    |
| 68    | 35 a 39 | 56    |
| 16    | 30 a 34 | 44    |
| 48    | 25 a 29 | 40    |
| 44    | 20 a 24 | 28    |
| 40    | 15 a 19 | 56    |
| 56    | 10 a 14 | 40    |
| 52    | 5 a 9   | 32    |
| 32    | 0 a 4   | 36    |

## Economia

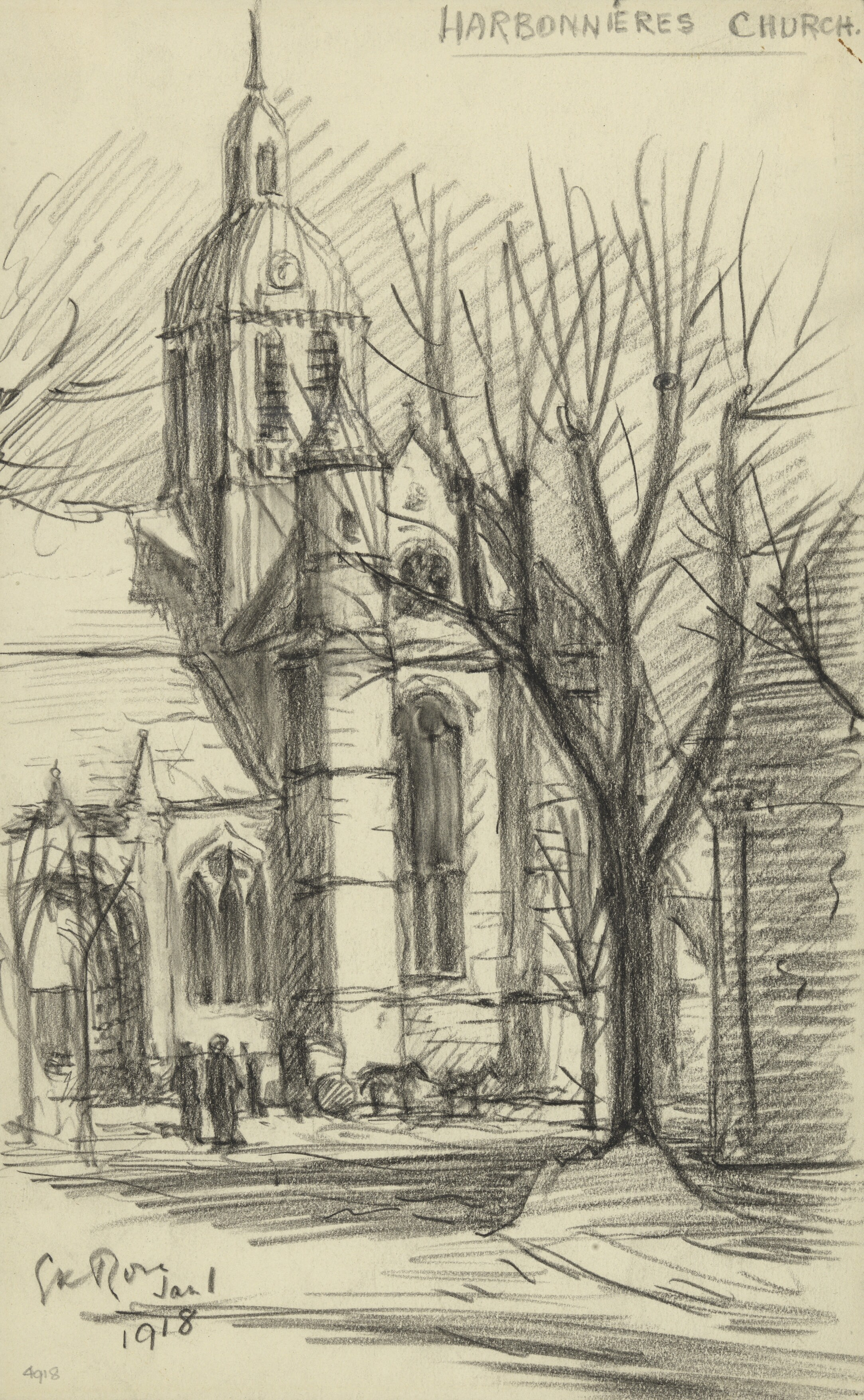

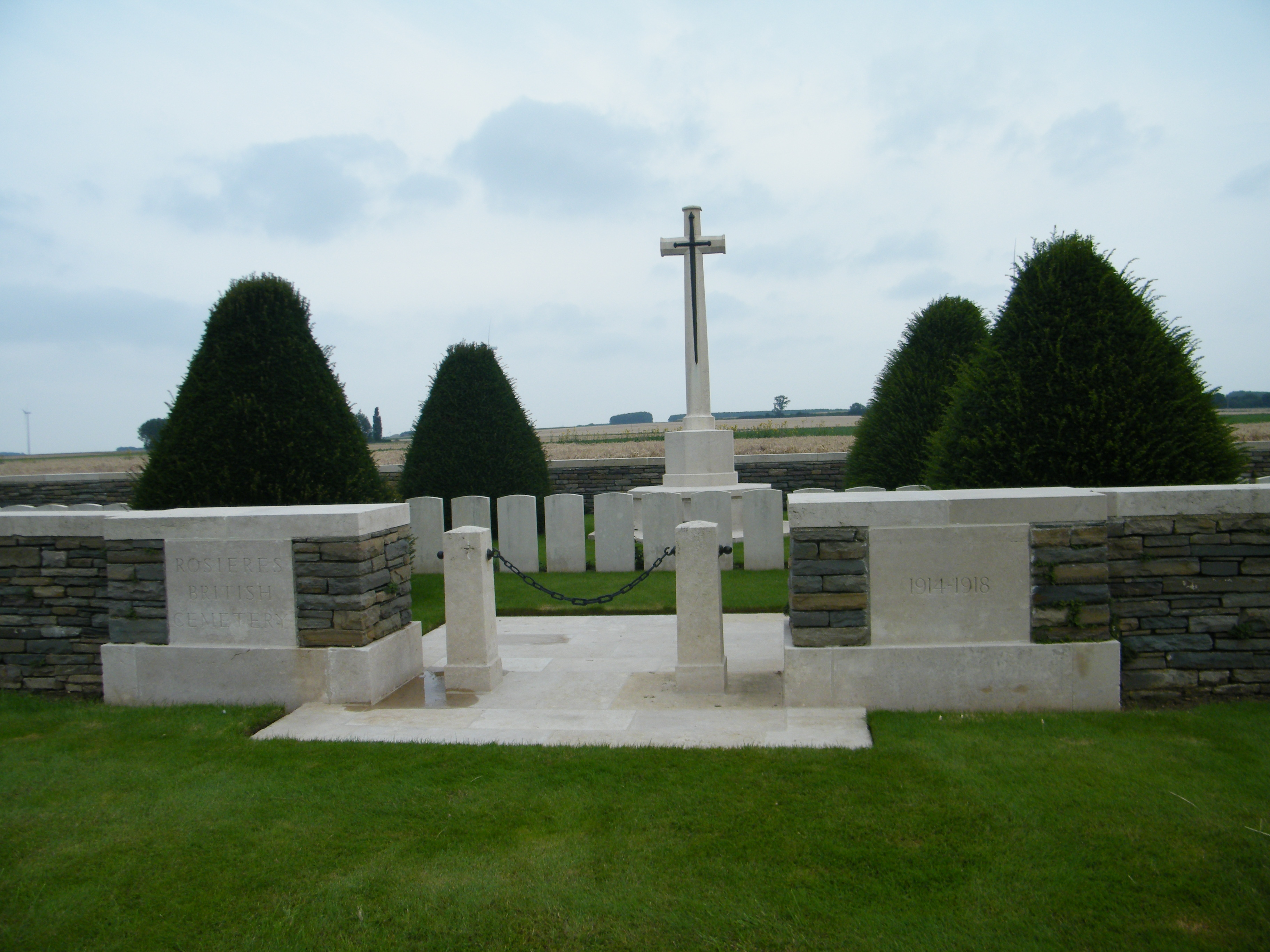

El 2007 la població en edat de treballar era de 962 persones, 641 eren actives i 321 eren inactives. De les 641 persones actives 531 estaven ocupades (311 homes i 220 dones) i 110 estaven aturades (44 homes i 66 dones). De les 321 persones inactives 68 estaven jubilades, 65 estaven estudiant i 188 estaven classificades com a «altres inactius».

### Ingressos

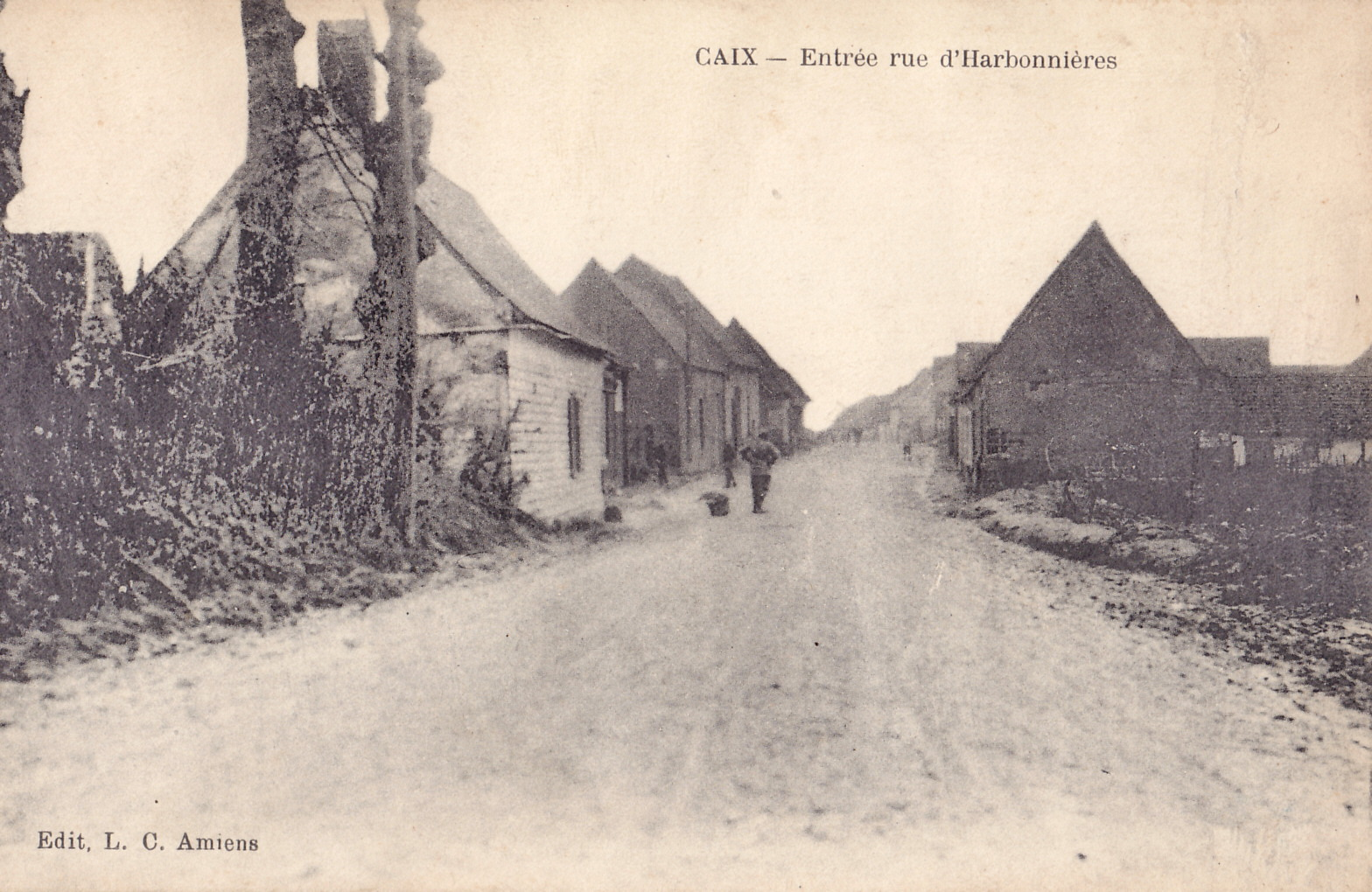

El 2009 a Harbonnières hi havia 558 unitats fiscals que integraven 1.395 persones, la mediana anual d'ingressos fiscals per persona era de 14.490 €.

### Activitats econòmiques
Dels 36 establiments que hi havia el 2007, 2 eren d'empreses extractives, 1 d'una empresa alimentària, 3 d'empreses de fabricació d'altres productes industrials, 4 d'empreses de construcció, 10 d'empreses de comerç i reparació d'automòbils, 2 d'empreses de transport, 2 d'empreses d'hostatgeria i restauració, 1 d'una empresa financera, 3 d'empreses de serveis, 6 d'entitats de l'administració pública i 2 d'empreses classificades com a «altres activitats de serveis».
Dels 12 establiments de servei als particulars que hi havia el 2009, 1 era una oficina de correu, 3 tallers de reparació d'automòbils i de material agrícola, 1 autoescola, 1 guixaire pintor, 1 fusteria, 1 electricista, 1 empresa de construcció, 2 perruqueries i 1 restaurant.
Dels 4 establiments comercials que hi havia el 2009, 1 era una botiga de més de 120 m², 1 una botiga de menys de 120 m², 1 una fleca i 1 una joieria.
L'any 2000 a Harbonnières hi havia 18 explotacions agrícoles que ocupaven un total de 1.395 hectàrees.

## Equipaments sanitaris i escolars
L'únic equipament sanitari que hi havia el 2009 era una farmàcia.
El 2009 hi havia una escola elemental.

## Poblacions més properes
El següent diagrama mostra les poblacions més properes.